# Ảo hóa lưu trữ
Trong khoa học máy tính, ảo hóa lưu trữ là "quá trình trình bày một cái nhìn logic về tài nguyên lưu trữ vật lý cho"  một hệ thống máy tính chủ, "xử lý tất cả các phương tiện lưu trữ (đĩa cứng, đĩa quang, băng từ, v.v.) trong doanh nghiệp như một kho lưu trữ duy nhất." 
Một "hệ thống lưu trữ" còn được gọi là một mảng lưu trữ, mảng đĩa, hoặc filer. Các hệ thống lưu trữ thường sử dụng phần cứng và phần mềm đặc biệt cùng với các ổ đĩa để cung cấp việc lưu trữ rất nhanh và đáng tin cậy cho máy tính và xử lý dữ liệu. Hệ thống lưu trữ rất phức tạp và có thể được coi là một máy tính có mục đích đặc biệt được thiết kế để cung cấp dung lượng lưu trữ cùng với các tính năng bảo vệ dữ liệu tiên tiến. Ổ đĩa chỉ là một yếu tố trong một hệ thống lưu trữ, cùng với phần cứng và phần mềm nhúng với mục đích đặc biệt trong hệ thống.
Hệ thống lưu trữ có thể cung cấp lưu trữ truy cập khối hoặc lưu trữ truy cập file. Truy cập khối thường được phân phối qua Kênh sợi quang, iSCSI, SAS, FICON hoặc các giao thức khác. Truy cập tệp thường được cung cấp bằng các giao thức NFS hoặc SMB.
Trong bối cảnh của một hệ thống lưu trữ, có hai loại ảo hóa chính có thể xảy ra:
- Ảo hóa khối được sử dụng trong ngữ cảnh này đề cập đến sự trừu tượng (tách) của lưu trữ logic (phân vùng) khỏi lưu trữ vật lý để có thể truy cập mà không liên quan đến lưu trữ vật lý hoặc cấu trúc không đồng nhất. Sự tách biệt này cho phép các quản trị viên của hệ thống lưu trữ linh hoạt hơn trong cách họ quản lý lưu trữ cho người dùng cuối.[3]
- Ảo hóa file giải quyết các thách thức của NAS bằng cách loại bỏ sự phụ thuộc giữa dữ liệu được truy cập ở cấp độ tệp và vị trí lưu trữ tệp. Điều này cung cấp cơ hội để tối ưu hóa việc sử dụng lưu trữ và hợp nhất máy chủ và để thực hiện di chuyển tệp không phá vỡ.